# Robert Wardy
Robert Wardy (* 25. Januar 1958) ist ein US-amerikanischer Philosoph, Philosophiehistoriker und Klassischer Philologe, der im Vereinigten Königreich tätig ist.

## Leben
Nach einem Studium der Philosophie an der Yale University (1975–1979), das er mit dem B.A. abschloss, und einem Studium der Classics am St John’s College der Universität Cambridge (1979–1981), das er ebenfalls mit dem B.A. abschloss, wurde er 1984 wiederum am St John’s College mit einer Dissertation über Physics VII: A philosophical study zum Ph.D. promoviert. Von 1984 bis 2019 war er dann Fellow und Director of Studies in Philosophy and Classics am St Catharine’s College, Cambridge, und Reader in Ancient Philosophy an der Universität Cambridge. Seither ist er emeritiert. Von 2004 bis 2006 war er Mitglied des Institute for Advanced Study in Princeton, 2005 Gastprofessor an der Central European University in Budapest.
Wardy arbeitet zur antiken griechischen Philosophie, insbesondere zur Physik des Aristoteles, zur Rhetorik bei Gorgias und Platon, zur Rezeption des Aristoteles in China und zu Platons Symposion. Ein aktuelles Projekt ist ein Vergleich der Philosophie Platons mit der chinesischen Philosophie.

## Schriften (Auswahl)
- The Chain of Change: A Study of Aristotle’s Physics VII. Cambridge University Press, Cambridge 1990.
- The Birth of Rhetoric: Gorgias, Plato and their successors. Routledge, London 1996.
- Aristotle in China: Language, Categories and Translation. Cambridge University Press, Cambridge 2000.
- The Unity of Opposites in Plato’s Symposium. In: Oxford Studies in Ancient Philosophy 23, 2002, S. 1–62.
- Doing Greek Philosophy. Routledge, London 2005.
- mit Jenny Bryan und James Warren (Hrsg.): Authors and Authorities in Ancient Philosophy. Cambridge University Press, Cambridge 2018.